# Cosmosoma caerulescens
Cosmosoma caerulescens là một loài bướm đêm thuộc phân họ Arctiinae, họ Erebidae.